# Белов, Сергей Александрович
Серге́й Алекса́ндрович Бело́в (23 января 1944, Нащёково, Новосибирская область — 3 октября 2013, Пермь) — советский баскетболист, тренер, олимпийский чемпион 1972 года, двукратный чемпион мира (1967 и 1974), один из самых именитых игроков советского и европейского баскетбола XX века. Заслуженный мастер спорта СССР (1969), заслуженный тренер СССР, заслуженный тренер России (1994), заслуженный работник физической культуры Российской Федерации, член Зала славы баскетбола.
Окончил МОГИФК по специальности «тренер-преподаватель» (1977).

## Биография

### Ранние годы
Родился 23 января 1944 года в д. Нащёково (ныне Томской области) в семье Александра Александровича (1906—1973) и Валерии Ипполитовны (1909—1998) — коренных петербуржцев. Отец родился в 1906-м, мать — в 1909-м, оба очень рано потеряли родителей. Отец окончил Ленинградскую лесотехническую академию, получив специальность инженера лесного хозяйства. Мать была выпускницей педагогического факультета Ленинградского госуниверситета, по специальности биолог. В семье также были две дочери-погодки, умершие в первую блокадную зиму в Ленинграде, а также сын Александр. До войны отец Сергея был чемпионом Ленинграда по лыжным гонкам.
В 1941 году, сразу после начала войны, Александр Александрович был направлен в Томск в целях организации заготовок леса для нужд фронта. В 1942 году из Ленинграда была эвакуирована Валерия Ипполитовна. Семья Беловых воссоединилась в районном центре Мельниково, куда Александр Александрович был переведён на работу. Жильё (деревенский пятистенок) выделили в полутора километрах от работы в небольшом селе Нащёково. В одной половине дома размещалась школа, где мать Сергея стала работать сначала учительницей, а затем и завучем.
В 1943 году отца мобилизовали и отправили на фронт, когда мать была беременна. Только в 1947 году он вернулся в Нащёково после демобилизации, работал в райисполкоме куратором лесного хозяйства. Через некоторое время семья перебралась в районный центр Мельниково, а в 1950 году переехали в Томск, где отец получил должность в Томском облисполкоме.
К спорту Белов приобщился с ранних лет, отдавая предпочтения дворовым играм: с третьего класса стал заниматься акробатикой, а с четвёртого — лёгкой атлетикой. Другими параллельными увлечениями стали футбол, где выступал в качестве вратаря, и только позднее — баскетбол. Выступал за сборную школы по всем популярным видам спорта (а в 1—2-м классах ещё и в соревнованиях по шахматам). В 1956 году на школьных соревнованиях Белова заметил тренер Георгий Иосифович Реш и пригласил заниматься баскетболом. Несмотря на то, что футбол и легкая атлетика привлекали Белова гораздо больше, он решился попробовать себя в новом виде спорта.
Регулярно заниматься в баскетбольной секции начал с 5-го класса. С 14 лет, все больше втягиваясь в баскетбол, Белов стал тренироваться со студентами в командах, которые готовил Реш. Он следовал за Решем повсюду, где он работал. До 1960 года Реш тренировал команду Томского инженерно-строительного института, и Белов постоянно участвовал в этих тренировках. Позднее Белов вслед за Решем перешёл в команду томского «Политеха», за которую, учась в 10-м и 11-м классах, уже выступал в соревнованиях. Сначала с командой Политехнического института выиграл первенство области среди мужских коллективов, а в 1960 году занял второе место в составе юношеской сборной Томска в первенстве РСФСР. В 1961 году в составе сборной Томской области выиграл турнир 12 российских городов в Челябинске, был признан лучшим игроком турнира и стал самым результативным баскетболистом соревнований.
По итогам соревнований в Челябинске Белова пригласили в юношескую сборную РСФСР, в составе которой он выступал на Спартакиаде школьников в Баку. Там на него обратили внимание селекционеры Московского лесотехнического института, предложив поступить в вуз по окончании школы. Учитывая тот факт, что Сергей с самого начала мечтал стать игроком московского клуба ЦСКА, предложение селекционеров показалась ему перспективным. К тому же институт имел хорошую баскетбольную команду, игроки которой входили в состав молодёжной сборной РСФСР.
В 1962 году окончил среднюю школу № 8 в Томске (проспект Кирова, 12).

### Карьера игрока

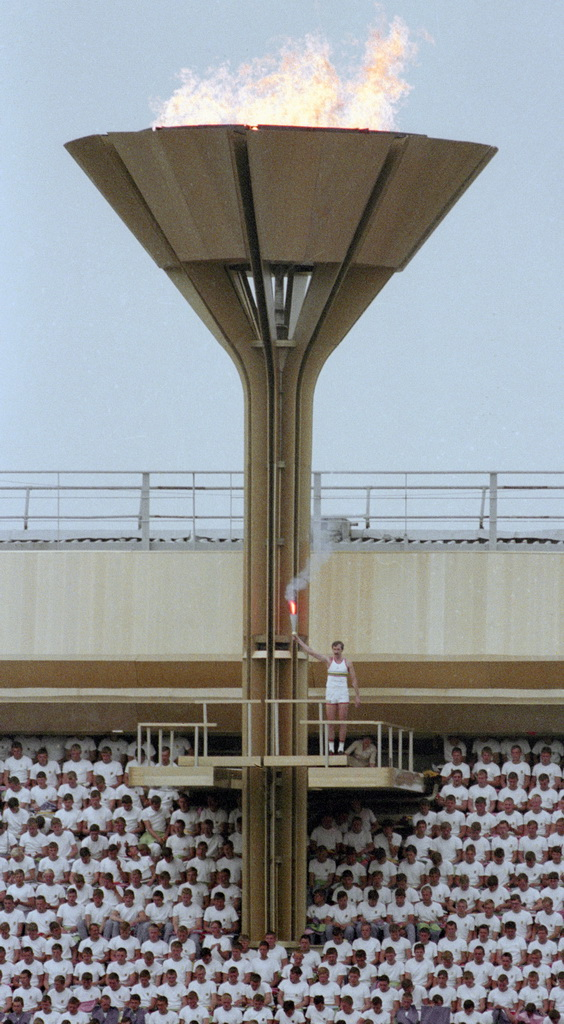
Сергей Белов зажигает огонь на церемонии открытия московской Олимпиады (1980)

Став студентом факультета электроники и счетно-решающей техники Московского лесотехнического института, Белов играл не только за команду вуза, но и за молодёжную и взрослую сборные Московской области. Однако Сергей чувствовал, что морально ещё не готов выступать в Москве, и желал сменить обстановку.
В 1964 году во время товарищеских сборов молодёжной и взрослой сборных РСФСР, проходивших в Подольске, к Сергею обратился Александр Кандель — ключевой игрок свердловского «Уралмаша» — с предложением попробовать себя в уральской команде. Вскоре Белов перебрался в столицу Урала, где сразу получил возможность адаптации к взрослому баскетболу.
В новой команде он ощутил полное доверие к себе, в том числе со стороны главного тренера Юрия Густылёва. К лету 1965 года Белов уже стал одним из ключевых игроков основного состава команды, а «Уралмаш» по итогам сезона 1964/65 восстановился в высшей лиге чемпионата СССР по баскетболу.
В 1965 году приглашен в сборную СССР, но на официальные турниры ещё не заявлялся.
По итогам следующего сезона возглавил пятерку лучших защитников в составе списка 25 лучших баскетболистов страны, составленного президиумом федерации баскетбола. Вторую позицию списка занял Александр Травин, вслед за которым шли Зураб Саканделидзе и Юрий Селихов.
В 1967 году впервые включен в заявку на крупный турнир — чемпионат мира в Уругвае. Первый турнир оказался успешным — Сергей стал чемпионом мира. Однако уже в июле 1967 года, после баскетбольного турнира Спартакиады народов СССР, Сергея вывели из состава сборной и не включили в состав на Игры Всемирной универсиады в Корее.
Вернулся в клуб, усиленно тренировался и вскоре был снова вызван в сборную на Чемпионат Европы, где также завоевал золотые медали.
В 1968 году в составе сборной стал бронзовым призёром Олимпийских игр.
В конце 1968 года переехал в Москву, в БК ЦСКА (Москва). В новой команде быстро завоевал место в стартовой пятерке и стал ведущим игроком. Весной 1969 года Белов в составе армейского клуба завоевал свой первый титул чемпиона СССР, а также стал победителем Кубка европейских чемпионов, обыграв в финале мадридский «Реал».
В 1969 году снова стал чемпионом Европы, вошел в символическую пятерку лучших игроков турнира. В том же году был удостоен звания заслуженного мастера спорта СССР, а также получил квартиру в Москве.
В 1970 году, после отчисления из сборной Геннадия Вольнова, стал капитаном команды. На чемпионате мира в Любляне сборная смогла взять только бронзу, но лично для Сергея турнир был успешным: был признан лучшим игроком и удостоен специального приза — «Кубка Славы».
Последовавшая за данным неудачным результатом сборной замена главного тренера команды на Владимира Кондрашина не сказалась на Белове. Он также оставался ведущим игроком, выиграл вместе со сборной Всемирную Универсиаду в Турине в сентябре 1970 года и чемпионат Европы 1971 года в Эссене.
В 1972 году стал олимпийским чемпионом. В финальном матче против сборной США был одним из лучших в команде, принеся в общую копилку 20 очков из 51 итоговых.
В 1973 году сборная СССР впервые за 11 лет не сумела отстоять титул чемпиона Европы, взяв только бронзу, а сам Белов мучался постоянными болями в коленных суставах.
В 1974 году, по совету Кондрашина переключившись на размеренный режим тренировок, восстановил игровые кондиции и помог сборной выиграть чемпионат мира, проходивший в Пуэрто-Рико.
В 1975 году в составе сборной Москвы победил в баскетбольном турнире VI Спартакиады народов СССР, а на чемпионате Европы взял серебряные медали.
В 1976 году на Олимпиаде в Монреале выиграл бронзу.
В 1977 году вновь стал серебряным призёром чемпионата Европы.
В 1978 году на чемпионате мира также стал серебряным призёром, но на данном турнире уже играл в качестве запасного игрока, получая минимум игрового времени.
В 1979 году Гомельский предложил Белову быть его помощником в сборной играющим тренером. Белов вновь стал получать игровое время на площадке, сохранив за собой лидерские позиции, как в армейском клубе, так и в главной команде страны. В том же году в составе ЦСКА заработал свой десятый, юбилейный титул чемпиона СССР. Кроме того, Белов помог сборной после долгого перерыва вновь стать чемпионами Европы.
В 1980 году в знак признания выдающихся заслуг Белову доверили честь зажечь олимпийский огонь на церемонии открытия Олимпийских игр, и это был единственный в XX веке случай, когда подобную миссию поручили баскетболисту.
По итогам олимпийского турнира 1980 года сборная взяла бронзу, а Белов был включен в символическую пятерку.
После окончания Игр Сергей Белов принял решение завершить игровую карьеру. В том же году за успешную карьеру получил от государства трехкомнатную квартиру на «Соколе» площадью 69 квадратных метров.
В составе ЦСКА 11 раз завоёвывал титул чемпиона СССР (1969—1974 и 1976—1980), становился серебряным (1975) и бронзовым (1968) призёром чемпионата страны, в 1973 году стал обладателем Кубка СССР. В 1969 и 1971 году вместе с ЦСКА выиграл Кубок европейских чемпионов, причем в 1971 году был играющим тренером команды (поскольку главный тренер А. Я. Гомельский был на тот момент «невыездным»).
Играя за сборную команду СССР (1967—1980), Белов также завоевал много титулов: олимпийский чемпион 1972 года, двукратный чемпион мира (1967, 1974), четырёхкратный чемпион Европы (1967, 1969, 1971, 1979), чемпион Универсиады 1970 года. Кроме того, он трижды становился бронзовым призёром Олимпийских игр (1968, 1976, 1980), был серебряным (1978) и бронзовым (1970) призёром чемпионатов мира, дважды завоёвывал серебро (1975, 1977) и один раз бронзу (1973) на первенствах Европы.
Победитель Спартакиады народов СССР 1971, 1975, 1979 годов в составе сборной Москвы.

### Карьера тренера
В 1981—1982 и 1988—1989 годах работал главным тренером в ЦСКА. Вместе с ним клуб стал чемпионом СССР в сезонах 1981/82, 1989/90, а также обладателем Кубка СССР.
В перерыве между 1982 и 1988 годами был «невыездным» — таким образом КГБ СССР отметил его встречу в 1982 году с другом из Бразилии. В этот период работал в основном с детьми и молодёжными командами ЦСКА.
В декабре 1988 года Белов вернулся на тренерскую работу в ЦСКА, желая создать новый баскетбольный клуб. Однако не найдя поддержки, в начале 1990 года подписал контракт на 2 года с командой итальянской лиги B2 «Кассино». По регламенту итальянской лиги Белов как тренер-иностранец не имел права участвовать в официальных соревнованиях, ему не полагалось находиться не только на площадке, но и в зоне персонала, обслуживающего игру. Это не позволяло ему вносить коррективы, делать своевременные замены и брать тайм-ауты. Ему разрешали сидеть на лавке только во время предсезонных товарищеских матчей, и то не всегда. В домашних играх у него было место на трибуне рядом со скамейкой, где всю игру он стоял, пытаясь переорать собственных болельщиков, но на выезде его намеренно старались не подпускать близко к скамейке, а в некоторых залах трибуны и вовсе находились на другой стороне площадки. Тем не менее уже в первый свой сезон Белов выполнил поставленную перед командой задачу — удержаться в дивизионе «В2».
Благодаря успешному результату во втором сезоне команда пополнилась новыми сильными игроками. При этом, сам Белов, находясь в отличной физической форме, стал участвовать в игровых тренировках своей команды.
В середине 1993 года, побывав в России в отпуске, понял, что может принести пользу отечественному баскетболу и решил вернуться домой.
В октябре 1993 года Белов стал президентом Российской федерации баскетбола и работал на этой должности до 1998 года, одновременно был главным тренером сборной России по баскетболу. На чемпионате мира в Канаде в 1994 году сборная страны под руководством Белова завоевала серебряные медали, проиграв в финале «команде-мечте» из США. На чемпионате Европы в Испании в 1997 году сборная России завоевала 3-е место, на чемпионате мира в Греции в 1998 году — второе, повторив успех четырёхлетней давности.
В 1999 году Белов перешёл работать главным тренером в «Урал-Грейт» (Пермь), с которым выиграл дважды чемпионат России (2001, 2002), стал двукратным серебряным призёром первенства России по баскетболу (2000, 2003), победил в NEBL (2001). В сезоне 2005/2006 клуб выиграл Кубок вызова ФИБА. В 2006—2008 годах Белов был президентом клуба «Урал-Грейт».
Являлся главным тренером мужской студенческой сборной России на Универсиаде-2009 в Белграде, завоевав с ней серебряные медали.

### Функционер
В 2007 году Сергей Белов стал одним из основателей Ассоциации студенческого баскетбола. В ней он занял пост спортивного директора и занимал его до самой смерти. Под руководством Сергея Белова АСБ стала крупнейшей спортивной студенческой лигой Европы.

### Смерть
Скончался на 70-м году жизни 3 октября 2013 года в Перми. Прощание состоялось 6 октября в УСК ЦСКА. Похоронен на Ваганьковском кладбище (участок № 14, на центральной аллее), рядом с могилой баскетбольного тренера Александра Гомельского.

### Семья
Был трижды женат. Первый раз женился в 1966 году на Наталье Земской (1944—2008), дочь Наталья (9.3.1969). С первой женой развёлся в 1974 году. Второй раз женился в 1977 году на Лидии Хахулиной, в браке родился сын Александр (27.06.1977—03.12.2020), который в 2003—2008 годах выступал за «Урал-Грейт», после завершения спортивной карьеры работал в «Химках» и Ассоциации студенческого баскетбола, а также снимался в кино.
С 1997 года проживал с олимпийской чемпионкой Барселоны-1992 баскетболисткой Светланой Антиповой, вместе воспитали дочь Светланы Анастасию (1990 г.р.).

## Достижения и награды

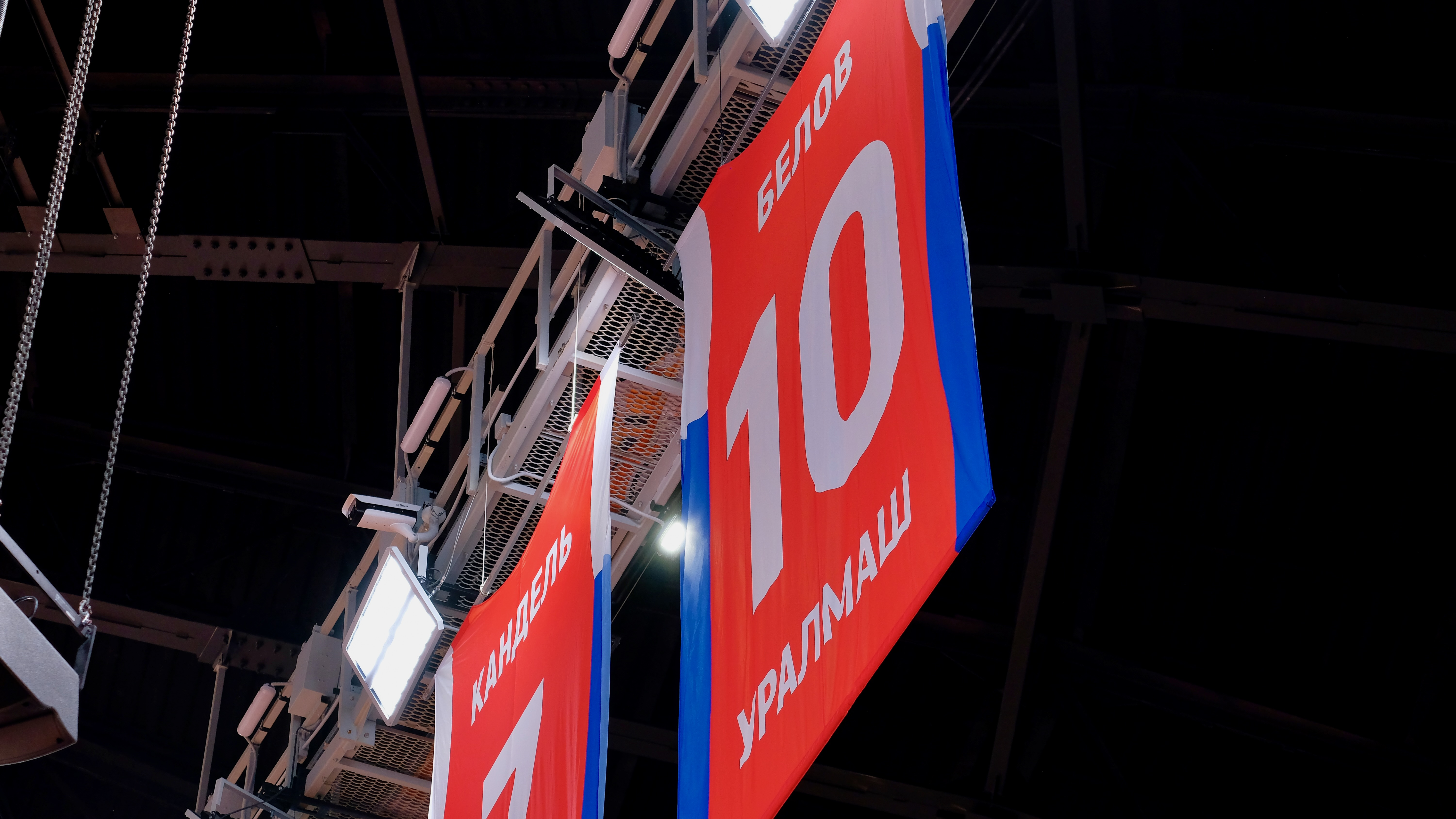
Памятная майка Уралмаша под № 10

### Командные достижения

#### В качестве игрока
Уралмаш
- Чемпион РСФСР (3): 1965, 1966, 1967

ЦСКА
- Обладатель Кубка европейских чемпионов (2): 1969, 1971
- Чемпион СССР (11): 1969, 1970, 1971, 1972, 1973, 1974, 1976, 1977, 1978, 1979, 1980
- Обладатель Кубка СССР (2): 1972, 1973

Сборная СССР
- Олимпийский чемпион: 1972
- Чемпион мира (2): 1967, 1974
- Чемпион Европы (4): 1967, 1969, 1971, 1979
- Победитель Универсиады: 1970

#### В качестве тренера
ЦСКА
- Чемпион СССР (2): 1982, 1990

Сборная России
- Вице-чемпион мира (2): 1994, 1998
- Бронзовый призёр чемпионата Европы: 1997
- Серебряный призёр Универсиады: 2009

Урал-Грейт
- Чемпион NEBL: 2001
- Чемпион России (2): 2001, 2002
- Обладатель Кубка России: 2004

### Личные достижения

#### В качестве игрока
- Самый ценный игрок чемпионата мира[англ.]: 1970
- Самый ценный игрок чемпионата Европы: 1969
- Самый результативный игрок финала Кубка европейских чемпионов[англ.] (3): 1970, 1972, 1974
- FIBA’s 50 Greatest Players[англ.]: 1991 (№ 1)
- Зал славы баскетбола (1992)
- Орден ФИБА «За заслуги»[англ.] (1995)
- Зал славы ФИБА (2007)
- 50 человек, внёсших наибольший вклад в развитие Евролиги: 2008

### Награды
- Орден Почёта (2006) — за большой вклад в развитие отечественного баскетбола и высокие спортивные достижения[19]
- Орден «Знак Почёта» (1972) — за успехи в развитии массового физкультурного движения в стране и высокие достижения советских спортсменов на XX летних Олимпийских играх[20]
- Медаль «За трудовое отличие» (1968) — за успехи, достигнутые в развитии советского физкультурного движения,[21]
- Заслуженный мастер спорта СССР (1969)
- Заслуженный тренер России (1995)[22]
- Заслуженный тренер СССР
- Заслуженный работник физической культуры Российской Федерации (2003) — за большой вклад в развитие физической культуры и спорта[23]
- Почётный гражданин Томской области (2007) — за большой вклад в развитие спорта, активную деятельность по пропаганде здорового образа жизни[24].
- Почётный гражданин Пермского края (2013, посмертно) — за заслуги перед государством и выдающийся вклад в развитие физической культуры и спорта[25].
- Благодарность Президента Российской Федерации (2010) — за активную работу по популяризации и поддержке детского спорта в Российской Федерации[26].
- Серебряный Олимпийский орден Международного олимпийского комитета (МОК) (1994)[27]

## Признание
В 1991 году по итогам опроса группы международных экспертов баскетбола (преимущественно тренеров) Международная федерация баскетбола признала Белова лучшим баскетболистом среди игроков, выступавших за свои национальные сборные (без учёта игроков НБА). Второе место в опросе занял Дражен Петрович, а третье — Арвидас Сабонис.
11 мая 1992 года Сергей Белов стал первым неамериканцем, вошедшим в Зал славы баскетбола.
Первым из баскетболистов Европы в 2007 году введен в самый престижный музей мира, посвященный баскетболу — Музей баскетбольной славы всех звезд FIBA (г. Спрингфилд, штат Массачусетс, США). Решением Российской федерации баскетбола Сергей Белов признан лучшим тренером России последнего десятилетия XX века.
Ежегодно с 1971 года в Томске проходит турнир среди юношеских команд, который носит имя Сергея Белова. Соревнования имеют статус всероссийских.
С 2015 года Всероссийский плей-офф Ассоциации студенческого баскетбола, в котором участвует по 64 лучшие мужские и женские студенческие команды страны, носит название «Лига Белова». Свой 12-й сезон АСБ полностью посвятила Сергею Белову, которому в январе 2019 года исполнилось бы 75 лет.

## Память
23 января 2014 года на фасаде здания лицея № 8 г. Томска торжественно открыли мемориальную доску в память о Сергее Белове.
В честь Сергея Белова названа малая планета 296638 Sergeibelov, находящаяся в поясе астероидов и открытая 23 сентября 2009 года.
В честь Сергея Белова назван самолёт Airbus A321 компании «Аэрофлот».
Ежегодно проводятся студенческие баскетбольные соревнования — Лига Белова.

## Киновоплощение
В фильме «Движение вверх» (2017, реж. А. Мегердичев), который посвящён победе команды СССР на Олимпийских играх 1972 года в Мюнхене, роль Сергея Белова сыграл Кирилл Зайцев.